# Thorictus grandicollis
Thorictus grandicollis é uma espécie de insetos coleópteros polífagos pertencente à família Dermestidae.
A autoridade científica da espécie é Germar, tendo sido descrita no ano de 1842.
Trata-se de uma espécie presente no território português.